# Bazylika Niepokalanej Wszechpośredniczki Łask w Niepokalanowie
Bazylika Niepokalanej Wszechpośredniczki Łask w Niepokalanowie – kościół pod wezwaniem Niepokalanego Poczęcia NMP, zbudowany w latach 1948–1954 w stylu modernistycznym według projektu krakowskiego architekta Zygmunta Gawlika. Skierowana ze wschodu na zachód trzynawowa świątynia może pomieścić do 5 tys. osób. Wysokość wieży, w której działa zegar o pięciu tarczach oraz zawieszone są cztery dzwony, wynosi 47 m. W drzwiach wejściowych umieszczono symbole miejsc najbardziej znanych objawień maryjnych na świecie. W kwietniu 1980 r. papież Jan Paweł II nadał kościołowi honorowy tytuł bazyliki mniejszej, natomiast w marcu 2004 r. dekretem kard. Józefa Glempa bazylika w Niepokalanowie została podniesiona do rangi sanktuarium.

## Historia świątyni

### Przedwojenne plany budowy
Potrzeba zbudowania w Niepokalanowie nowego kościoła lub przynajmniej dużej kaplicy pojawiła się jeszcze przed 2. wojną światową. W miesięczniku Rycerz Niepokalanej z czerwca 1933 r. zamieszczono następującą notatkę: Konieczna jest budowa nowej kaplicy, albo – jak chcą niektórzy z Czytelników – kościoła, bo w tej już nie sposób nam się pomieścić. Gdyby tylko o nas chodziło, to byśmy się jakoś zmieścili, ale wtedy okoliczna ludność nie mogłaby już korzystać z naszych nabożeństw. Jednak o budowie nowej kaplicy na razie nawet nie ma co mówić. W tym czasie franciszkanie nie dysponowali jeszcze odpowiednimi środkami finansowymi, by podjąć się realizacji tak dużego przedsięwzięcia.
Plany budowy udało się przygotować i zatwierdzić w grudniu 1938 r. w Warszawie. Wynajęta firma przeprowadziła analizę gruntu, na którym miał stanąć kościół. W maju 1939 r. poświęcono krzyż pod budowę i wykopano fundamenty. Rozpoczęte prace przy zalewaniu fundamentów przerwał wybuch wojny we wrześniu 1939 r. Zgromadzone materiały budowlane (głównie drewno) zostały zrabowane przez hitlerowców w grudniu 1939 r.

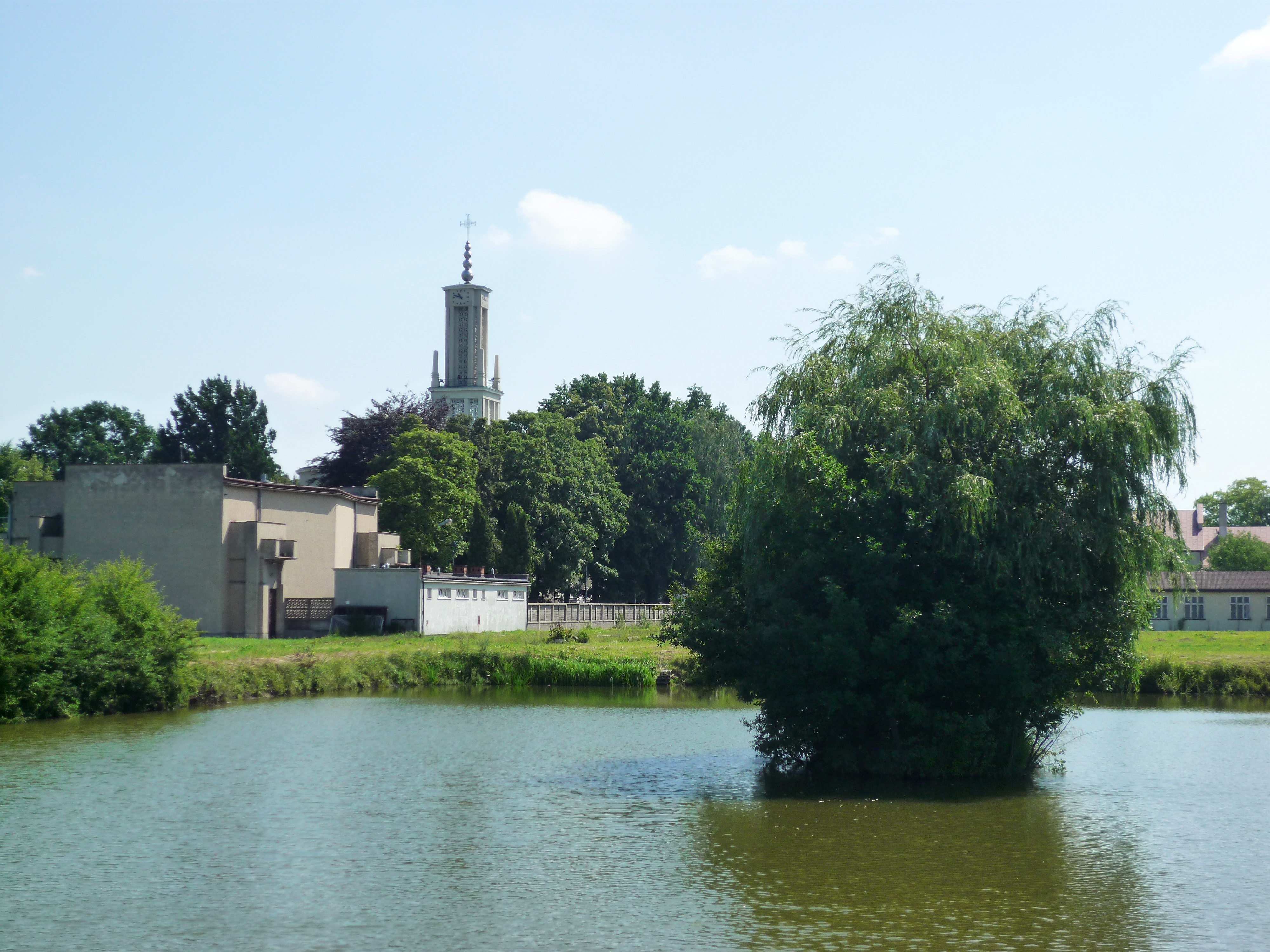
Wieża bazyliki i klasztorny staw

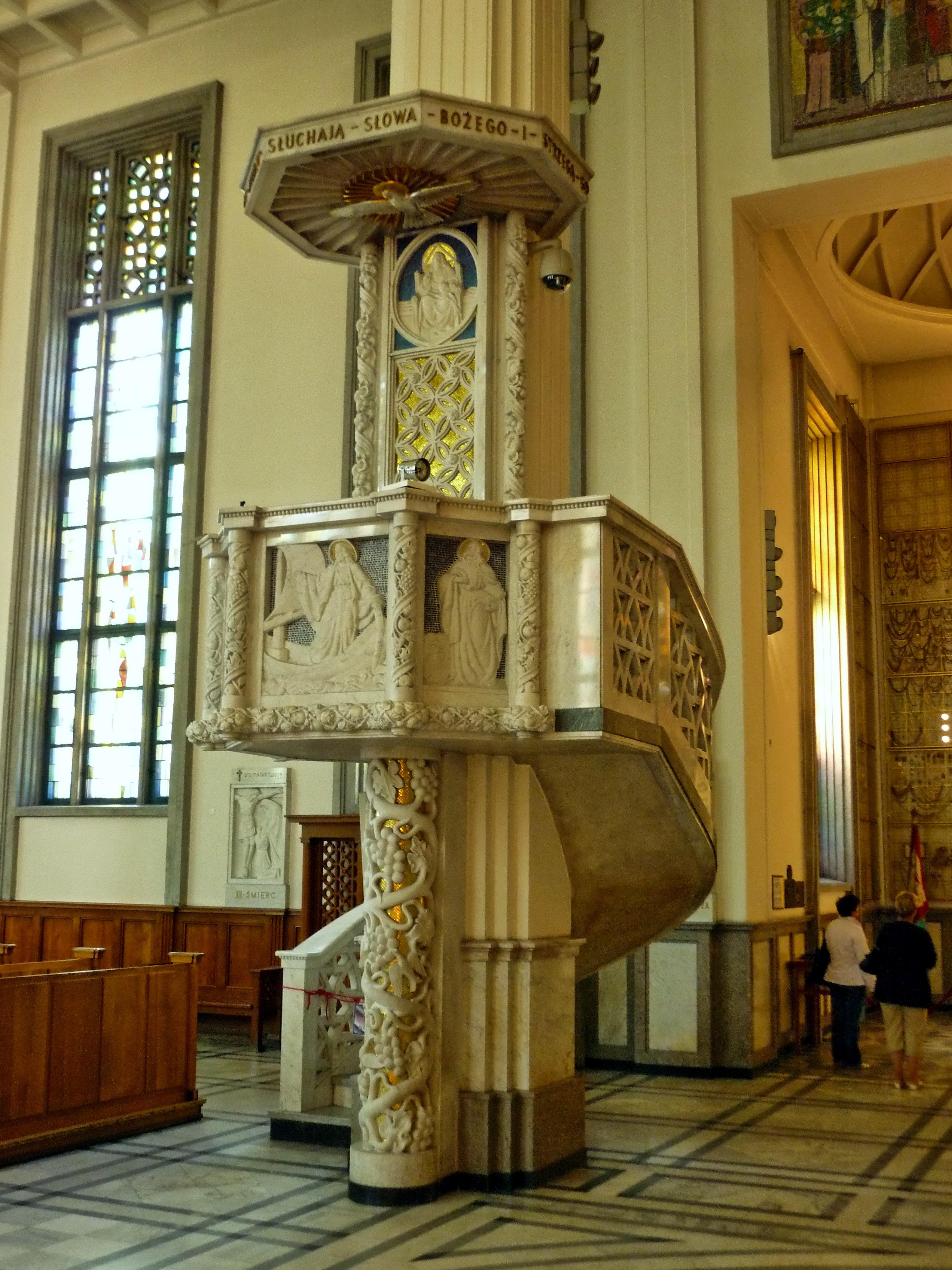
Ambona z marmuru z Toskanii

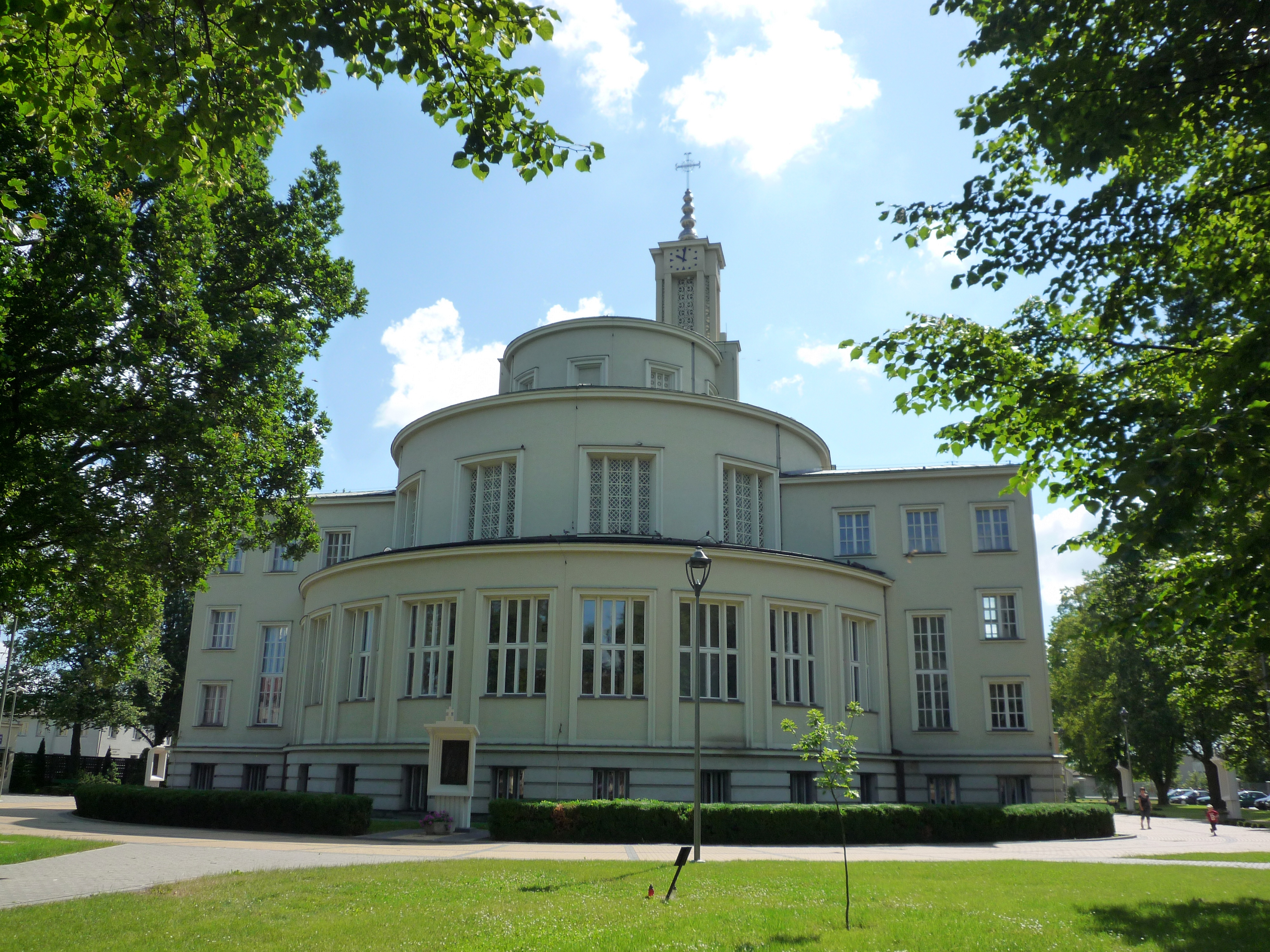
Bazylika od strony zachodniej

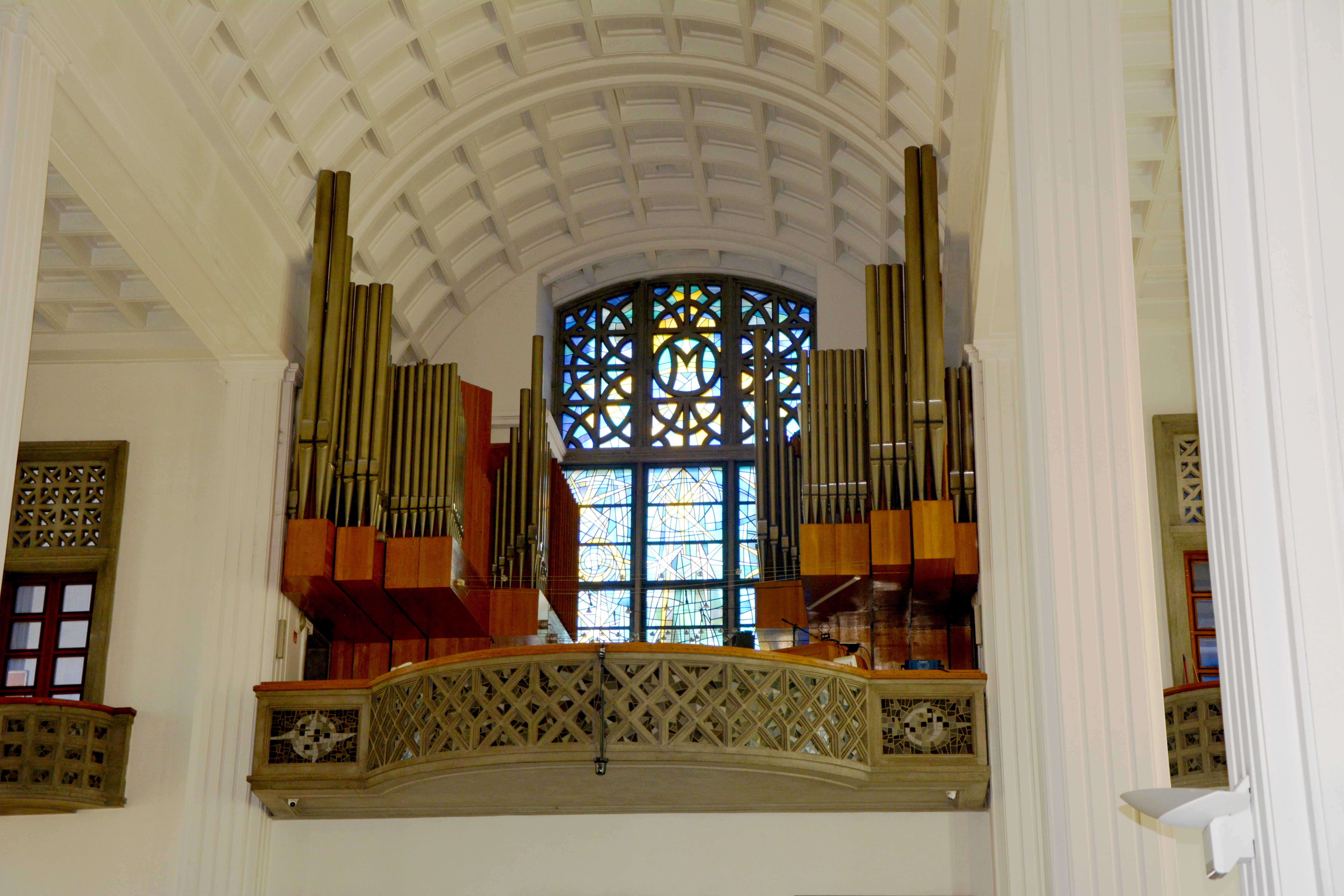
49-głosowe organy na chórze

### Budowa i wyposażanie kościoła
Po wojnie klasztor, tak jak cała Polska, z wolna dźwigał się ze zniszczeń. Powrócono do pomysłu budowy kościoła, a przygotowanie projektu zlecono krakowskiemu architektowi – inż. Zygmuntowi Gawlikowi. Budowę rozpoczęto pod koniec kwietnia 1948 r., wykorzystując i przebudowując częściowo zachowane fundamenty sprzed wojny. Chętnych do pomocy nie brakowało, toteż prace szybko posuwały się naprzód. Jak relacjonowało Echo Niepokalanowa (wewnętrzne pismo klasztoru), Niepokalanów drukował okolicznościowe cegiełki wsparcia budowy, tak aby nie zabrakło funduszy na kontynuowanie prac.
Niemal wszystkie rzeźby, jakie trafiły do powstającego kościoła, zostały wykonane przez miejscowych braci zakonnych – br. Maurycego Kowalewskiego oraz br. Abla Dziełyńskiego. Na wieży kościoła zamontowano zegar, skonstruowany przez miejscowych braci zegarmistrzów, według projektu br. Wawrzyńca Podwapińskiego. Zawieszone cztery dzwony zegarowe, wybijające kwadranse oraz pełne godziny, nazwano Rycerz Niepokalanej (o wadze 760 kg), Maksymilian (318 kg), Franciszek (228 kg) oraz Antoni (110 kg).
Transept bazyliki zdobią dwie duże (7x2 m) kompozycje mozaikowe, projektu Bogdany Drwal, umieszczone nad przejściami do kaplic. Mozaika od strony północnej prezentuje ogłoszenie dogmatu o Niepokalanym Poczęciu NMP, natomiast mozaika południowa, w prawym skrzydle, ukazuje moment kanonizacji o. Maksymiliana przed bazyliką watykańską. W ściany świątyni wmurowano 14 stacji Drogi Krzyżowej, autorstwa br. Maurycego Kowalewskiego. Witraże w oknach naw bocznych, przedstawiające Matkę Bożą w tajemnicy Chrystusa oraz tajemnicy Kościoła, zaprojektowane zostały przez Łukasza Karwowskiego.
Pod prezbiterium ulokowano kaplicę Matki Bożej Częstochowskiej, gdzie w późniejszym czasie uruchomiono Panoramę Tysiąclecia Chrześcijaństwa w Polsce. Około 140 drewnianych figur, prezentujących postacie z historii Polski (od Piasta do Jana Pawła II), defilowało przed figurą Matki Bożej Częstochowskiej na tle muzyki i stosownego komentarza. Figury wykonali bracia Felicissimus Sztyk i Włodzimierz Błaszczyk. Dla grup zagranicznych komentarz narratora został przygotowany również w językach: angielskim, niemieckim, francuskim i włoskim.
Pierwszą Mszę w kościele – będącym jeszcze w stanie surowym – odprawiono w dniu 8 grudnia 1949 r. Nieco później, w czerwcu 1950 r. na mocy dekretu kard. Stefana Wyszyńskiego w Niepokalanowie powołano do życia parafię, liczącą obecnie (stan na 2022 r.) ok. 7500 wiernych. Przybywający do Niepokalanowa pielgrzymi już od pobliskiej stacji kolejowej widzieli, że Niepokalanów oczekuje na nich w nowej świątyni. W październiku 1954 r. biskupi: Wacław Majewski oraz Karol Niemira konsekrowali kościół pod wezwaniem Matki Bożej Niepokalanej Wszechpośredniczki Łask w Niepokalanowie. Uczynili to w zastępstwie kard. Stefana Wyszyńskiego, uwięzionego wówczas przez władze komunistyczne.
Kardynał Stefan Wyszyński w kazaniu podczas jednej z uroczystości ku czci św. Maksymiliana stwierdził: Przed wojną Niepokalanów rozrastał się wzdłuż i wszerz. Przyszły czasy trudne, powojenne i wtedy franciszkanie, nie mogąc prowadzić dawnej pracy, uczynili najmądrzej jak tylko mogli to zrobić – wybudowali świątynię. Weszli z szerokich terenów, napełnionych barakami, do świątyni i przez to przypomnieli zakonowi, narodowi i nam wszystkim rzecz najważniejszą: "Do świątyni! Na kolanach krzepić ducha!"
14 sierpnia 2015 r. zainstalowano w prezbiterium nowy ołtarz i ambonę wykonane z białego marmuru. Z przodu zdobione są one przez złote mozaiki. W mensie ołtarza umieszczono relikwie św. Maksymiliana (włosy) oraz św. Jana Pawła II (włosy, fragmenty ubrań i kamyczki z pierwszego grobu). Zostały one wykonane z okazji 75. rocznicy śmierci św. Maksymiliana Kolbego.

### Wizyta Jana Pawła II
Listem apostolskim Amor noster z dnia 30 kwietnia 1980 r. papież Jan Paweł II nadał kościołowi w Niepokalanowie tytuł bazyliki mniejszej. Trzy lata później (dokładnie 18 czerwca 1983 r.), podczas 2. wizyty duszpasterskiej w Polsce, Jan Paweł II odwiedził niepokalanowski klasztor i bazylikę. W bazylice spotkał się z przedstawicielami zgromadzeń zakonnych, do których wygłosił przemówienie. Podczas Mszy przy ołtarzu polowym nazwał Niepokalanów wielkim warsztatem franciszkańskiego apostolstwa.
Odwiedziny papieża znacznie zwiększyły ruch pielgrzymkowy. Do Niepokalanowa przybywało rocznie ponad pół miliona pielgrzymów indywidualnych oraz grup zorganizowanych, zarówno z Polski, jak też z innych krajów.

### Czasy współczesne
W lipcu 1994 r. na placu przed kościołem ustawiono pomnik św. Maksymiliana Kolbego, zaprojektowany przez Krystynę Fałdygę-Solską. Przed Jubileuszem 2000 (w latach 1998-1999) dokonano gruntownego odnowienia całej bazyliki, przywracając architekturze wnętrza dawny blask. W kwietniu 2002 r. odsłonięto i poświęcono w bazylice (w kaplicy św. Józefa) dwie nowe ścienne mozaiki: Jezusa Miłosiernego i Niepokalanego Serca Maryi. Natomiast jesienią 2007 r. zamontowano system oświetlenia terenu wokół bazyliki oraz iluminacji samej świątyni.
1 września 2018 r. w bazylice niepokalanowskiej zainaugurowano działalność kaplicy wieczystej adoracji „Gwiazda Niepokalanej”. Kaplica ta, otwarta dla przybywających przez całą dobę, stanowi część światowego centrum modlitwy o pokój. Ośrodek w Niepokalanowie zaplanowany jest jako jedno z 12 centrów adoracji i modlitwy, utworzonych na różnych kontynentach, w intencji pokoju na całym świecie. 20 grudnia 2024 r. na mocy dekretu metropolity warszawskiego abp. Adriana Galbasa, bazylika niepokalanowska została wyznaczona jako jeden z kościołów jubileuszowych na rok 2025. 

## Architektura i dane techniczne

### Parametry bazyliki
Świątynia, zorientowana ze wschodu na zachód, zbudowana jest w stylu modernistycznym. Jej parametry techniczne są następujące:

– długość od początku schodów do końca absydy – 84,8 m.

– długość wnętrza kościoła – 69 m.

– szerokość na wysokości kaplic bocznych – 33 m.

– szerokość fasady świątyni – 22 m.

– wysokość wieży, w której znajdują się cztery dzwony i mechanizm zegarowy – 47 m.

– wysokość nawy głównej bazyliki – 16 m.

– szerokość wszystkich trzech naw – 18 m.

– największa głębokość fundamentów – 4,5 m.

– powierzchnia wnętrza – 1144 m²

– pojemność maksymalna bazyliki – do 5 tys. osób; kaplicy dolnej – 1500;

– ponadto w kościele zamontowany jest system ogrzewania nawiewnego.

### Fronton i przedsionek
Trzy pary dwuskrzydłowych, głównych drzwi wejściowych do bazyliki prezentują 24 miedziane płaskorzeźby. Są to wizerunki Matki Bożej z najważniejszych sanktuariów maryjnych na świecie, jak Lourdes, Fatima, Jasna Góra, Guadelupe czy Ostra Brama. Obok drzwi, po prawej stronie znajduje się płaskorzeźba Jana Pawła II, wykonana na pamiątkę nawiedzenia świątyni przez papieża-Polaka w czerwcu 1983 r.
W przedsionku umieszczono tablicę z brązu, przypominającą o nadaniu świątyni w kwietniu 1980 r. honorowego tytułu bazyliki mniejszej. Nad wejściami głównymi znajdują się płaskorzeźby świętych franciszkańskich (Bonawentury, Franciszka, Antoniego Padewskiego). Natomiast nad frontonami kaplic bocznych umieszczono postacie świętych, którzy charakteryzowali się szczególnym nabożeństwem do Matki Bożej (Bernard z Clairvaux, Ludwik Grignon de Montfort, Jakub Strzemię, Elżbieta Węgierska, Klara z Asyżu, Salomea Piastówna).

### Prezbiterium i nawa główna
W prezbiterium bazyliki przybywających pielgrzymów wita figura Matki Bożej Niepokalanej, na tle mandorli z metalu. Figura ta – dzieło niepokalanowskich braci-rzeźbiarzy: Maurycego Kowalewskiego oraz Abla Dziełyńskiego – została zamontowana w świątyni w maju 1994 r. Ołtarz główny nie posiada nastawy, natomiast z drugiej strony znajduje się inna mensa ołtarzowa oraz obraz Maryi Królowej Polski.
W nawie głównej zwraca uwagę ambona z kararyjskiego, białego marmuru z Toskanii. Ambona ta, projektu Zygmunta Gawlika, ozdobiona jest płaskorzeźbami Trójcy Świętej, ewangelistów oraz Chrystusa, który naucza z łodzi. Marmurowa posadzka świątyni układa się w biało-czarne figury geometryczne. W bazylice zamontowane organy: 16-głosowe (w prezbiterium) oraz 49-głosowe (na chórze), dzieło Włodzimierza Truszczyńskiego. W dniach wielkich uroczystości, jak Pasterka, zakończenie roku czy Wielki Tydzień, prezbiterium i nawy bazyliki bywają oświetlone dziesiątkami żarówek, umieszczonych w kasetonach na suficie bądź też na gzymsach dokoła sklepienia.

### Kaplice: boczne i dolna
Po prawej stronie, na tle ażurowej ściany, znajduje się ołtarz św. Franciszka z Asyżu. Kaplica boczna (w prawej części transeptu) nosi tytuł św. Józefa Oblubieńca Matki Bożej. W kaplicy tej widnieje m.in. mozaika upamiętniająca scenę chrztu księcia polskiego Mieszka I. Łaciński napis głosi: Mesco dux baptizatur – Polonia semper fidelis – 966-1966 (Książę Mieszko chrzci się – Polska zawsze wierna – 966-1966). Najnowsze, ścienne mozaiki – Jezusa Miłosiernego i Niepokalanego Serca Maryi – zamontowano w 2002 r. Nad ołtarzem umieszczono figurę św. Józefa z Dzieciątkiem Jezus. Obok stoją postacie robotników i rolników, ofiarujących Bogu plony swej pracy. Poniżej natomiast znajduje się marmurowa chrzcielnica, poświęcona przez prymasa Wyszyńskiego w roku 1965.
Po przeciwnej, lewej stronie świątyni znajduje się ołtarz św. Antoniego z Padwy. Kaplica boczna (w lewej części transeptu) dedykowana jest św. Maksymilianowi Kolbemu. Na uwagę zasługuje – umieszczona nad ołtarzem – marmurowa figura tego świętego, który w ofiarnym geście przekazuje Matce Bożej cały glob ziemski. Na ścianach kaplicy zawieszone są liczne wota, jako dziękczynienie za łaski otrzymane za wstawiennictwem świętego z Niepokalanowa. Obok znajduje się okrągła mozaika, projektu Mieczysława Kościelniaka, przedstawiająca scenę kazania św. Maksymiliana do współwięźniów w obozie oświęcimskim. Wokół mozaiki biegnie napis: Niezłomny apostoł Niepokalanej * męczennik z miłości.
W podziemiach kościoła (pod prezbiterium bazyliki) zlokalizowana została obszerna kaplica pw. Matki Bożej Częstochowskiej. Oprócz wspomnianej już Panoramy Tysiąclecia przez pewien czas znajdowało się tam również przedstawienie Misterium Męki Pańskiej (przeniesione obecnie do sali św. Bonawentury pod ołtarzem polowym). Ponadto w kaplicy dolnej niekiedy organizowane były nabożeństwa dla młodzieży.

## Galeria zdjęć

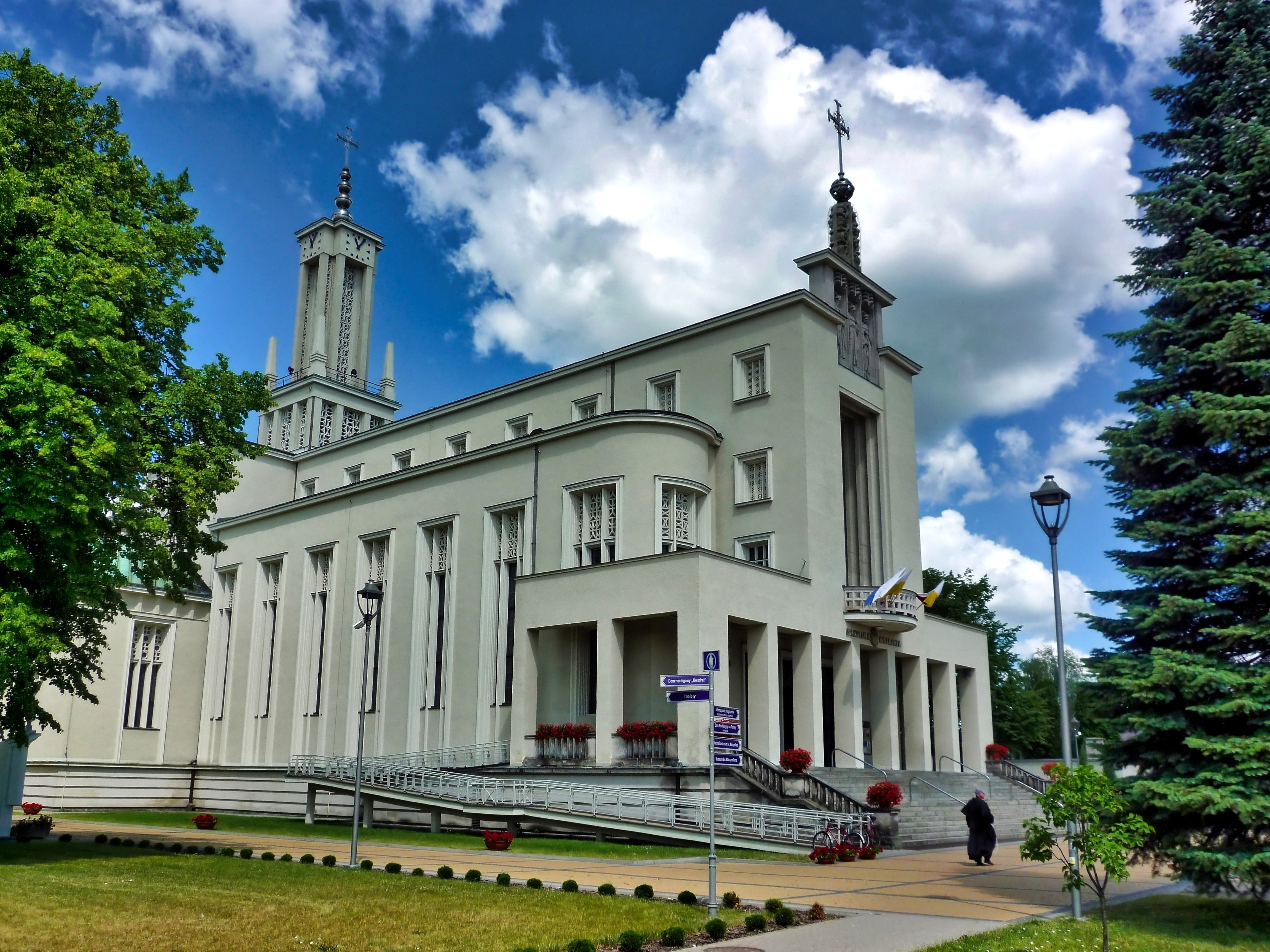
Widok na bazylikę od strony płd.- wsch.
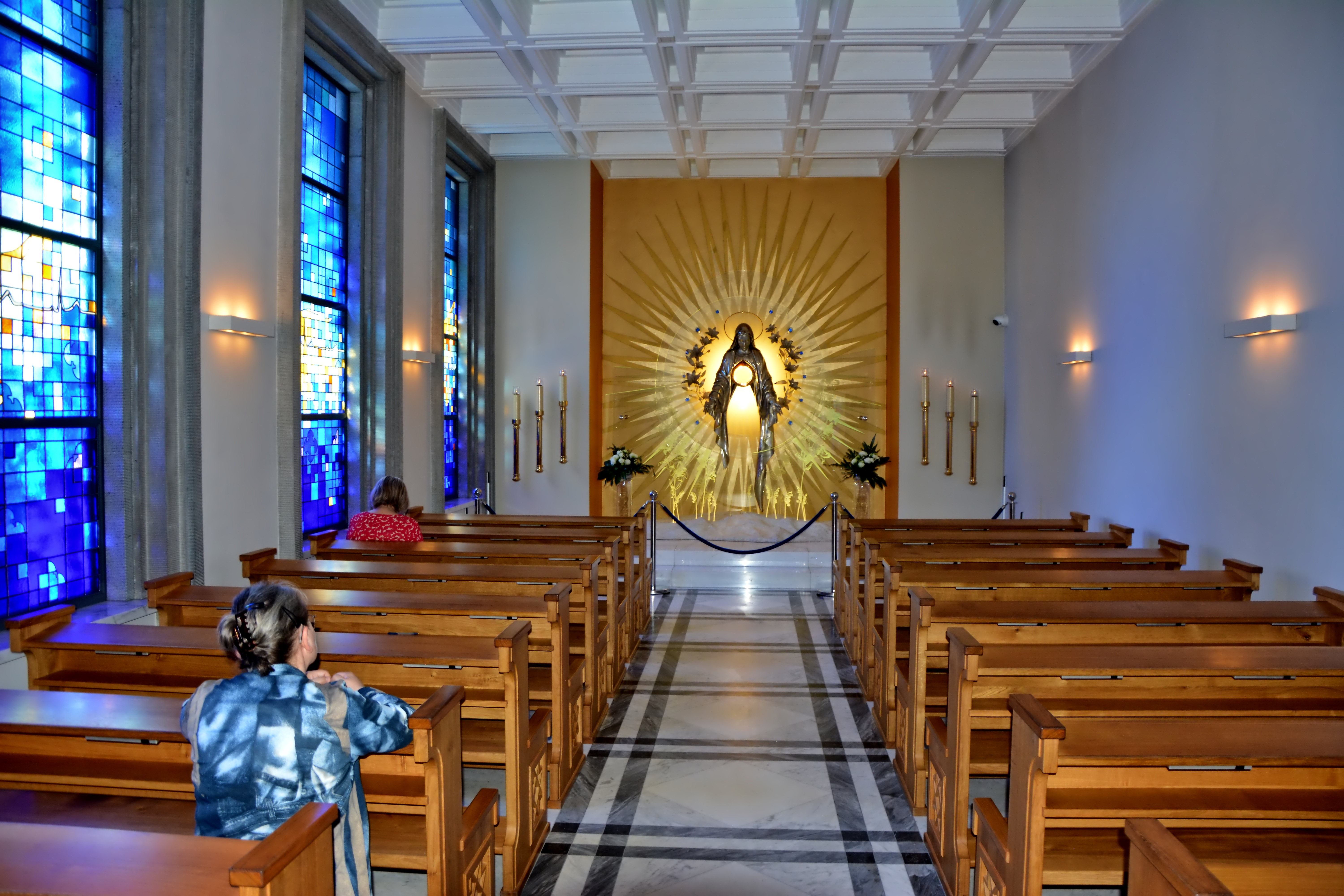
Kaplica adoracji Gwiazda Niepokalanej
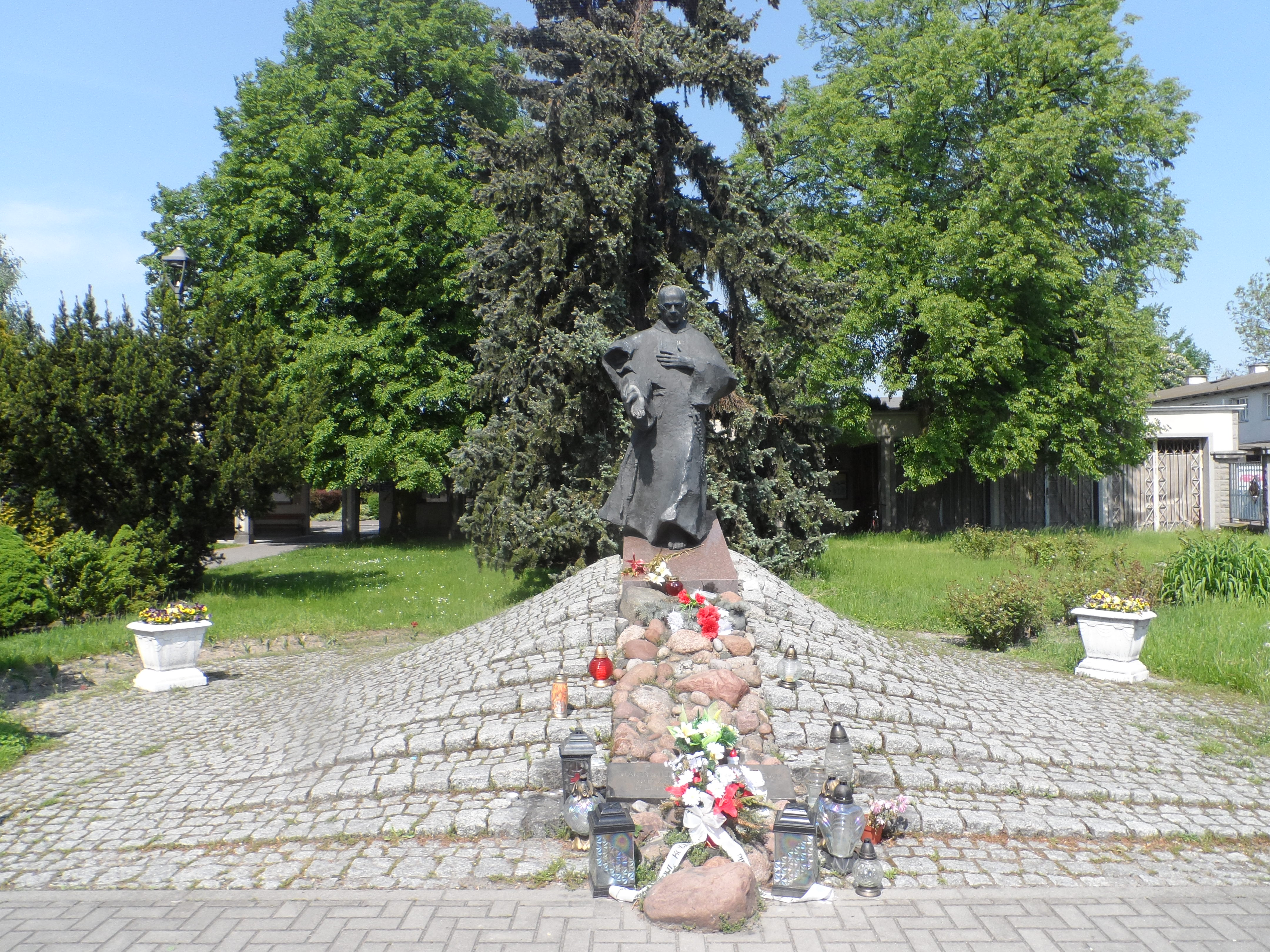
Pomnik (z 1994) św. Maksymiliana
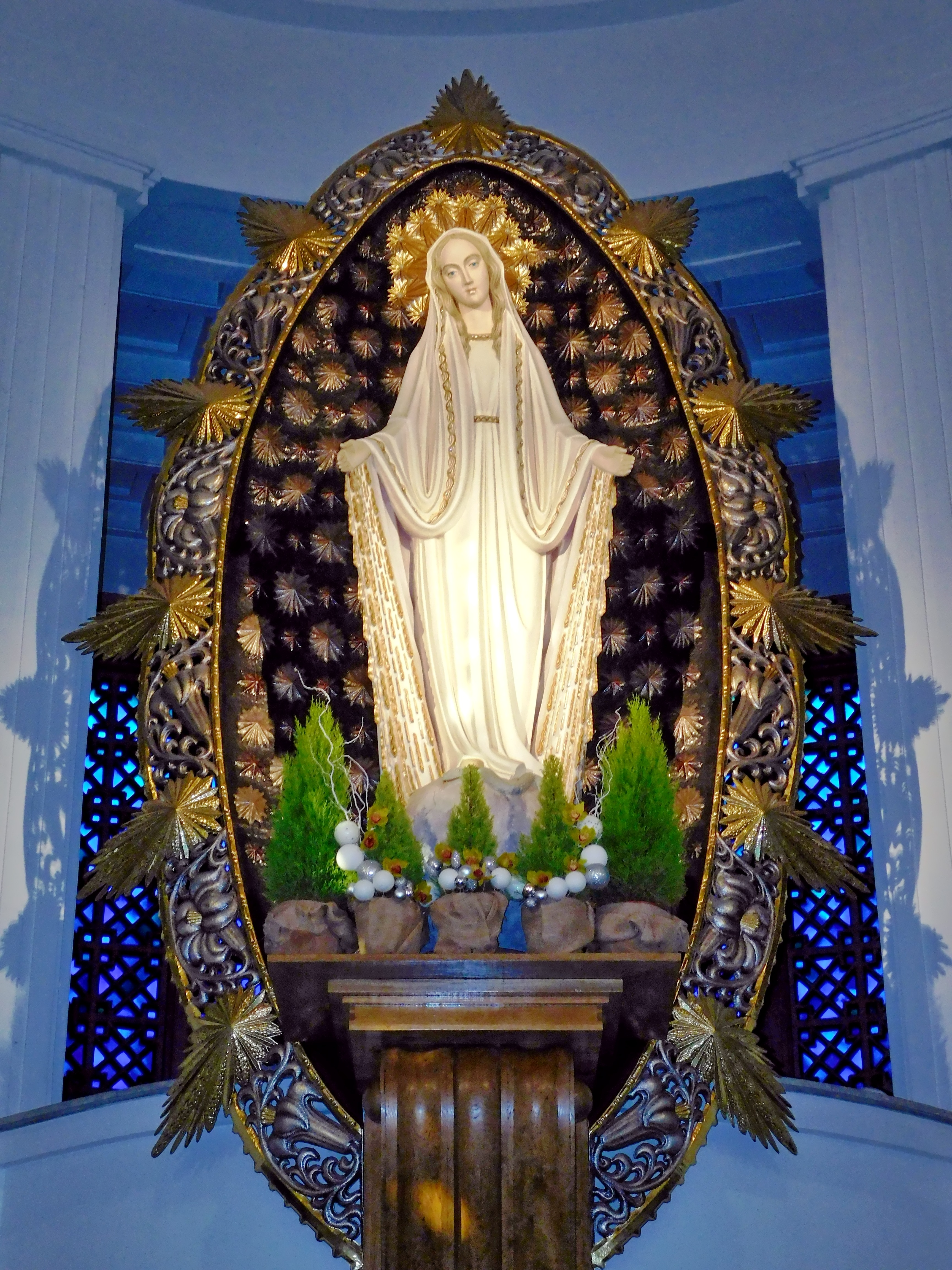
Statua Matki Bożej w prezbiterium